# フェリーおおさか
フェリーおおさかは、名門大洋フェリーが運航していたフェリー。

## 概要
フェリーすみよし・フェリーはこざきの代船として、僚船のフェリーきたきゅうしゅうとともに佐伯重工業で建造され、1992年1月22日に大阪南港 - 新門司航路に就航した。
第1便に就航していたが、フェリーおおさかIIの就航により、2015年9月16日で引退した。
その後、GOLDEN BIRD 5と改名してインドネシアに売船されている。

## 船内
「NEW MODERN FANTASY」（近未来・ゆとり感覚）をデザインコンセプト、「TROMPLOY」「FANCY」をイメージコンセプト、「FUSION的感覚」をキーワードとして本船は「春の瀬戸路」のイメージでさわやかさを感じる桃葉色・若葉色を基調にフレッシュでまろやかなカラーリングを施した。
Aデッキ
- 特等室（和洋室2名×2室・洋室2名×4室）
- 一等室（洋室5名×22室・4名×2室・2名×8室 和室4名×4室）
- 特二等室（洋室8名×12室・和室6名×4室）
- シャワー室

Bデッキ
- 二等室（和室6室・洋室5室）
- ドライバー室（73名 1段ベッド[2]）
- エントランスホール - 4本の柱で古代ギリシャ建築のイメージを施した[2]。
- 案内所
- 売店
- レストラン
- TVラウンジ
- スナック
- ラウンジ
- 麻雀室
- 浴室
- ゲームコーナー
- シーサイドテラス

ドライバー甲板
- ドライバー浴室
- ドライバー休憩室

車両甲板
- Cデッキ：8tトラック80台・乗用車26台
- Dデッキ：8tトラック80台・乗用車15台
- Eデッキ：乗用車25台
- Fデッキ：乗用車34台

## 事故・インシデント
1993年7月11日、6時17分ごろ、新門司港から大阪南港へ向かって播磨灘を航行していた本船は、漁船を回避するために変針した際に、浅所である鹿ノ瀬に接近し、乗揚げた。乗揚げにより本船は船底外板に凹損を生じ、積載車両3台が損傷した。事故原因は、船位と浅所の相対位置の確認が不十分であったため、とされた。事故発生当時、現場海域には霧が出ており、視程は約400メートルだった。